# Kazuko Shiraishi
Kazuko Shiraishi (白石 かずこ, Shiraishi Kazuko, 27 de febrero de 1931 – 14 de junio de 2024) fue una poeta y traductora japonesa que nació en Vancouver, Columbia Británica, Canadá. Fue una poeta modernista y outsider que comenzó en el grupo de poesía "VVOU" de Katsue Kitazono, lo que llevó a Shiraishi a publicar su primer libro de poemas en 1951. También recitaba su poesía en presentaciones de jazz. Apareció en lecturas y festivales literarios en todo el mundo.
Kenneth Rexroth la llamó "la Allen Ginsberg de Japón" y editó un volumen de su poesía en inglés para New Directions Press.
Shiraishi murió el 14 de junio de 2024, a la edad de 93 años.

## Publicaciones
Hiroaki Sato tradujo la poesía de Shiraishi para BOMB Magazine, y varias de sus antologías han aparecido:
- Seasons of Sacred Lust. Traducido por Ikuko Atsumi, John Solt, Carol Tinker, Yasuyo Morita y Kenneth Rexroth. Editado por Kenneth Rexroth. New Directions Press, 1975.
- Let Those Who Appear. Traducido por Samuel Grolmes y Yumiko Tsumura. New Directions Press, 2002.
- My Floating Mother, City. Traducido por Samuel Grolmes y Yumiko Tsumura. New Directions Press, 2009.
- Sea, Land, Shadow. Traducido por Yumiko Tsumura. New Directions Press, 2017.